# Марко Орешковић
Марко Орешковић Крнтија (Широка Кула, код Госпића, 3. април 1896 — Велико Очијево, код Дрвара, 20. октобар 1941) био је хрватски и југословенски комунистички револуционар, учесник Шпанског грађанског рата и Народноослободилачке борбе, један од организатора устанка у Лици 1941. и народни херој Југославије.
Потицао је из сиромашне сељачке породице, па је веома млад, са свега 16 година, напустио родну Лику и отишао у свет у потрази за послом. До почетка Првог светског рата радио је на разним пословима у Немачкој, а од 1915. налазио се у служби Аустроугарске ратне морнарице, где је био морнар-ложач на ратном броду СМС Сент Иштван. Као противник рата и Аустроугарске био је затваран, а 1918. је био један од присталица побуне морнара у Боки которској. Исте године је успео да преживи потапање свог ратног брода на Јадрану.
После Првог светског рата поново је ступио у војну службу у Југословенску краљевску морнарицу, али је након двогодишњег школовања за авиомеханичара напустио војску. Потом је радио као возач на Косову и Метохији, а 1926. је дошао у Београд, где је радио као возач једног министра. У Београду се укључио у раднички покрет и постао члан синдиката, а потом и Комунистичке партије Југославије (КПЈ).
Због комунистичког деловања, ухапшен је 1929. и осуђен на пет година затвора. Казну је издржао у затворима у Сремској Митровици и Лепоглави. Након изласка из затвора радио је у Загребу, а 1937. је отишао у Шпанију, где се у грађанском рату — као припадник батаљона „Ђуро Ђаковић”, у саставу 129. интернационалне бригаде — борио против фашизма. У Југославију се вратио 1939, када је поново ухапшен.
Године 1940. је успео да побегне из логора за политичке затворенике у Лепоглави, након чега је дуже време живео илегално. Исте године је изабран за члана Централног комитета КП Хрватске, а потом и за члана Централног комитет КП Југославије. Тада је као политички инструктор обилазио партијске организације по Хрватској, а највише Лици и Далмацији.
Након окупације Југославије, 1941. ЦК КПЈ га је као партијског инструктора упутио у Лику, где је радио на организовању устанка. Јула 1941. био је један од вођа народног устанка у Лици, а у јесен је именован за политичког комесара Групе партизанских одреда у Лици.
Октобра 1941. именован је за првог политичког комесара Главног штаба НОП одреда Хрватске, али никада није ступио на ову дужност јер га је група одметника убила и бацила у јаму (у близини села Велико Очијево).
За народног хероја проглашен је 26. јула 1945. године. Од 1955. до 2003. село Томиславци, код Бачке Тополе, носило је у његову част назив Орешковић.

## Биографија

### Детињство и младост
Марко Орешковић је рођен 3. априла 1896. у селу Широка Кула, код Госпића. Потицао је из сиромашне многочлане сељачке породице. Био је најмлађе дете у породици Јосипа Јосе Орешковића и Кате Каје Орешковић (рођ. Рендулић). Отац Јосип је поред њега имао још осморо деце. Синове Валентина и Петра добио је у браку са Иваном Орешковић (рођ. Никшић). Након што је она преминула 1876, поново се оженио и са Кајом добио још шесторо деце — ћерке Јеку, Мару, Манду и Рожу, те синове Ивана и Марка.
Марко је растао без оца јер је Јосип недуго после његовог рођења преминуо. Умро је у затвору у Госпићу, где се нашао заједно са најстаријим сином Валентином, под оптужбом да су провалили у општинску благајну у Личком Осику. Преминуо је услед мучења у полицији, али убрзо потом су откривени прави починиоци те је Валентин пуштен. Након очеве смрти, наступио је тежак период у породици, јер је сву бригу о деци и имању преузела мајка Каја. Марко је 1903. пошао у основну школу у селу, коју је завршио 1907. године. Због незавидне материјалне ситуације, није се даље школовао већ је помагао мајци у пољским пословима.
Велики број Личана, услед тешких услова живота тих година, одлазио је на рад у иностранство, најчешће Америку. Године 1912. на одлазак у Америку одлучила су се и Маркова браћа — Валентин и Иван. Како је пут до Америке био доста скуп, Марко је исте године — са групом сељана из Широке Куле — отишао на рад у Немачку. Најпре је радио у граду Мец на тадашњој немачко-француској граници. Ту је са групом земљака радио на припреми терена за изградњу фабрике. Потом је наредне две године радио по разним местима, углавном физичке послове — изградња путева, пруга и канала, рад у рудницима и сл. Када је у лето 1914. почео Први светски рат, радио је у Вестфалији. Као аустроугарски грађанин, морао се јавити аустријском конзулату у Келну, одакле је упућен да се врати у Лику.

### Први светски рат и војна служба
У јесен 1914. вратио се из Немачке у родно место, али је тек у фебруару 1915. добио позив да се јави у пешадију Јелачићеве регименте у Оточцу. Након регрутације, као један од способнијих војника упућен је на подофицирски курс у Загреб. Ту се није дуго задржао јер су убрзо по његовом доласку тражени добровољци за ратну морнарицу, на што се он одазвао. Тада је упућен у Пулу, главну ратну луку Аустроугарске. Након војне обуке, новембра 1915. укрцан је на ратни брод СМС Сент Иштван, где је распоређен за ложача.
Налазио на једном од најмодернијих бојних бродова Аустроугарске ратне морнарице, чија је посада бројала 1.046 морнара, а располагао је са 44 топа разних калибара. Први командант брода био је капетан бојног брода Хенрик Зајц, а касније је команду преузео адмирал Миклош Хорти Брод су често посећивале високи војни званичници, што је додатно оптерећивало посаду брода јер је Хорти данима вршио припреме за такве посете. Како је време пролазило и како се ратна срећа окретала, незадовољство ратом све више и све отвореније је било изражено, како међу становништвом тако и међу аустроугарским војницима. Ово се посебно односило на ратну морнарицу, јер је 45% морнара било словенског порекла. У јесен 1917, приликом посете немачког цара Вилхелма II који се налазио у пратњи високих војних личности, морнари Сент Иштвана су уместо поздрава повикали — „Гладни смо!” и „Хоћемо мир!”.
Због своје бунтовне природе, Орешковић је неколико пута долазио у сукобе са претпостављеним официрима, који су се веома лоше односили према морнарима. Током боравка у Пули, он је као и остали морнари често добијао антиратне летке које су штампали пулски радници. Преко тих летака, добио је прва сазнања о Октобарској социјалистичкој револуцији у Русији и другим политичким дешавањима. Почетком јануара 1918, био је ухапшен јер је рецитовао антиратну песму, која је говорила о уједињењу Словена. Након изласка из затвора, поново је ухапшен због учешћа у општем штрајку пулских радника, који је трајао од 22. до 27. јануара 1918. и у коме је учествовало 11.000 радника, али и много морнара. Убрзо по завршетку штрајка, 1. фебруара избила је побуна морнара у Боки которској, која је угушена у крви, али је имала велики утицај на остале морнаре. Након побуне, тадашњи командант морнарице је смењен, а на његово место постављен Миклош Хорти. Како би се додворио аустријском цару Карлу I, Хорти је покренуо акцију за „отварање” Отрантских врата, која су затворили бродови земаља чланица Антанте. На самом почетку ове акције, 11. јуна у задарском архипелагу италијански торпедни чамац МАС-15 непримећен је пришао аустроугарским бродовима и са два торпеда погодио СМС Сент Иштван, док је СМС Тегетхоф успео да избегне напад. Приликом потапања брода, у Јадранском мору је страдало око 500 морнара, док је само њих 40 успело па преживи. Сви преживели морнари тада су добили двадесетодневно одсуство. Орешковић је премештен у Боку которску, али је одлучио да се након одсуства не јавља поново у војску, због чега је ухапшен. Убрзо потом примио је вест о мајчиној смрти, па је пуштен кући. У родом селу је тада остао све до краја Првог светског рата.
После извесног времена проведеног на селу, у потрази за послом отишао је најпре у Карловац, а потом и у Загреб. Ту је срео једног друга из морнарице, на чији је предлог поново ступио у војну службу — у Краљевску морнарицу нове Југословенске војске. Ступио је у чету морнара у близини Книна, затим је кратко боравио у Међимурју, а потом је распоређен у Трећу поморско-обалну базу хидроавијатике у Кумбору, код Херцег Новог. Недуго по пријему у службу, разочарао се у нову војску, јер је у њој затекао многе официре и подофицире из бивше аустроугарске војске. У Кумбору се поново сусрео са Никшом Нарделием, који га је 1916. у Пули казнио са осам дана затвора због туче са неколико Мађара који су га вређали.
Марта 1921, са групом морнара се добровољно пријавио за полазника тада формиране Друге пилотске школе у Мостару, која је била намењена школовању активног летачког и нелетачког подофицирског кадра. Ова школа трајала је две године и у њој је стекао велико техничко знање. Након завршетка школе, 1923. као подофицир-механичар поново је враћен у Кумбор, у базу хидроавијатике. По повратку у јединицу, наставио је да улази у сукобе са претпостављеним старешинама, нарочито онима са којима је имао сукобе још у аустроугарској војсци. Како би га се решили, предложили су му да оде у Нови Сад, где би положио возачки испит и постао шеф гараже. Недуго након полагања возачког испита одлучио је да напусти војску, што је убрзо и учинио.

### Крнтија
Након осам година проведених у војсци — четири у аустроугарској и четири у југословенској, Орешковић се у лето 1923. нашао у потрази за новим послом. Пошто није могао да пронађе посао, одлучио се да илегално оде у Совјетски Савез. Још у току рата, а нарочито након побуне морнара у Боки которској (1918), добио је прва сазнања о Октобарској револуцији и стварању Совјетског Савеза — „земље радника и сељака”. Иако није имао скоро никаквог знања о комунизму и марксизму, а није имао ни везу са тада илегалном Комунистичком партијом Југославије (КПЈ), до њега су повремено допирали пропагандни леци радничког покрета из којих је читао о Совјетском Савезу.
У јесен 1923. отишао је у Македонију, где је покушао да пређе југословенско-грчку границу, у нади да ће у Солуну или Пиреју успети да се укрца на неки совјетски брод и с њим доћи до Одесе. Пошто није успео да пређе границу, октобра 1923. ухапшен је и пребачен у Ђевђелију, где је због покушаја илегалног преласка границе био затворен до краја године. Након изласка из затвора, у потрази за послом, обишао је неколико места у Македонији, а у мају 1924. дошао је у Метохију. Ту се у Ђаковици запослио код земљопоседника и велетрговца Јак Вуле, потомка богатог бега Шири Вуле Гардија, који је након укидања феудалних односа прешао на трговину и основао једно од првих транспортних предузећа на Косову и Метохији — купивши најпре један камион, а касније и аутобус.
У време када је почео да ради као возач, на Косову и Метохији није постојала железничка пруга, па се сав транспорт одвијао слабим путевима, и то најчешће запрегама. Посебну тешкоћу у ово време задавали су одметници — качаци, који су имали јаке групе на Косову, у Метохији и у западној Македонији. Они су пресретали транспорте и пљачкали их, па су због тога многи одустајали од бављења овим послом. Упркос свим недаћама, успео је да опстане на овом послу. Чак је и упознао локалну групу качака, па му они касније нису правили проблеме.
Најстарија Маркова сестра Јелена Јека остала је удовица са троје деце, а како би јој помогао — њеног најстаријег сина Славка, који је у Карловцу изучио аутомеханичарски занат, крајем 1924. је позвао да дође у Ђаковицу и запослио га код Јак Вуле. Славко је у почетку радио заједно са Марком, а потом се осамосталио и почео да вози аутобус, који је купио Јак Вула и који је саобраћао на линији Ђаковица—Призрен—Пећ—Приштина. У току наредне године, у Ђаковицу је дошао и други Јекин син — Павле, кога је Марко такође запослио код Вуле. Потом је у Ђаковицу дошла и Јека са најмлађим сином Миланом, који је био дете школског узраста. Недуго по доласку у Ђаковицу, 1925. Јека се изненада разболела и умрла у болници у Призрену.
Након сестрине смрти, Марко је са њеним синовима напустио Ђаковицу и преселио се у Пећ, где се запослио као возач среског начелства, а сестриће је запослио као возаче код трговаца браће Марковић. Такође, током боравка у Ђаковици, извесно време је био возач среског начелника Маринковића. У Пећи се задржао око годину дана, а 1926. је отишао у Београд.
Током боравка у Метохији, добио је надимак „Крнтија”, који му је остао до краја живота. Он је сва своја возила, која су се тада често кварила, називао крнтијама. Једном приликом, када му се на путу између Ђаковице и Призрена — на свега неколико километара до Призрена — покварио мотор на камиону, пошто на путу није било никаквих других кола која би га одшлепала до града, сестрића Славка је поставио за управљач, а он је сам почео да уз помоћ канапа вуче камион. Када су га на улазу у Призрен видели како вуче камион, други возачи су почели да му добацују — Вуче Крнтија крнтију! и од тада су га почели звати Крнтија.

### Рад у Београду
У Београд је дошао 1926, након позива свог пријатеља Јордана Карића, кога је упознао током боравка у Метохији. Јордан му је нашао посао код ауто-превозника Силадиновића; где је дуже време возио аутобус на релацији Београд—Краљево. Због своје бунтовне природе, дошао је у сукоб са Силадиновићем, кога је умео пред свим осталим возачима назвати „дерикожом”. Потом је радио у кафани „Михаљевац”, где је у једном минибусу превозио госте. Преко пријатеља ауто-механичара Јордана, у пролеће 1928. упознао је грађевинског предузимача — инжењера Стевана Савковића, који је код њега поправљао кола. Пошто је имао честих проблема са колима (али и шоферима), на предлог Карића инжењер Савковић запослио је Марка јер је он поред тога што је био добар возач, имао и одређено знање потребно за поправку аутомобила.
Након пријема у службу код инжењера Савковића, преселио се у његову кућу на Сењаку, где је имао своју собу. Ту је упознао будућу супругу Хелену Јелицу Бабшек, која је била родом из Штајерске, а код Савковића је радила као кућна помоћница. Јуна 1928. Марко и Јелица су одлучили да живе заједно, па су напустили Савковићеву вилу и прешли у један изнајмљени стан на Чукарици. Јелица је тада престала да ради код Савковића, а у њихову вилу је одлазила повремено — кад би помагала око великог спремања.
Инжењер Савковић, код кога је радио, био је члан Главног одбора Народне радикалне странке, а јануара 1929, након увођења Шестојануарске диктатуре краља Александра Карађорђевића, постао је министар у Влади генерала Петра Живковића. Био је министар грађевине (до јануара 1930) и заступник министра поште и телеграфа (до половине јануара 1929). Када је постао министар, Орешковић је остао његов возач и запослио се у Министарству грађевине. Обојица су били бунтовне природе, а Савковић је често знао да галами на своје потчињене, али између њега и Марка је владао коректан однос. Неколико пута су се посвађали, али је Савковић увек поново звао да се врати јер је био сигуран у њега као возача. Често су причали и о политици, а Орешковић пред њим није крио да је присталица радничког покрета.

### Партијски рад и хапшење
Још као морнар у Пули ступио је у први контакт са радницима, учествовао у њиховом штрајку и добио прва сазнања о радничком покрету. Преко свог пријатеља Јордана Карића, који је радио као возач и механичар у Скопљу, прикључио се радничком покрету. Док је живео у Ђаковици, често је свраћао у Скопље, где се дружио са Јорданом и старим професором Стефаном Поп-Иваном, од кога је слушао приче о Лењину и Христу Ботеву. Карић је тада био активан у Независним синдикатима и у Културно-уметничком друштву „Абрашевић” и позивао је Марка на представе које су биле са тематиком радничког живота, као и на првомајске прославе.
Карић је касније прешао у Београд, па се Орешковић преко њега, убрзо по свом доласку у Београд, 1926. укључио у Независне синдикате. Такође, преко Карића је октобра 1926. ступио у тада илегалну Комунистичку партију Југославије (КПЈ). Био је члан „саобраћајне ћелије” која је деловала на Врачару. Марко и Јордан су се дружили са многим комунистима — радницима, али и интелектуалцима — Веселином Маслешом, Отокаром Кершованијем, песником Драгутином Гутом Костићем и другима.
Партијска организација КПЈ у Београду, након увођења Шестојануарске диктатуре, 1929. није била велика — имала је свега педесетак чланова. У Београду су тада деловали и инструктори Централног комитета КПЈ — Роман Филипчев и Брацан Брацановић. Полиција је хапсила скоро све за које је сумњала да имају било какве везе са КПЈ, па је тако јуна 1929. похапшено читаво руководство Месног комитета КПЈ за Београд. Почетком августа, полиција је интензивирала свој рад на откривању комуниста у Београду и до почетка септембра успела да изврши велику провалу у партијску организацију у којој је ухапшено 46 чланова КПЈ у Београду, што је чинило већину активних чланова.
Најпре су 23. августа ухапсили Антона Клеменчића, пиљара из Земуна, који је био жестоко тучен у београдском затвору „Главњача”, па је полицији одао све партијске везе које је знао. Он је био члан „саобраћајне ћелије”, у којој је био и Орешковић, а како су обојица били родом из Лике доста су се дружили. Након хапшења чланова ове ћелије дошло је до велике провале у којој су ухапшени многи револуционари — Владимир Нешић, Брацан Брацановић, Гојко Самарџић, Иван Милутиновић, Вукола Дабић и др. Иако је полиција Марка открила одмах након Клеменчићеве провале у „саобраћајну ћелију”, он је ухапшен међу последњима — 29. августа, јер се налазио на путу у унутрашњости. За време Марковог хапшења, министар Селаковић се налазио на лечењу у Врњачкој Бањи и почетком септембра је наредио да Орешковић дође по њега јер је возача који га је довезао до Бање отпустио. Уместо Марка, у Бању је отпутовала његова невенчана супруга Јелица како би министра замолила да интервенише за Марка, али је овај то одбио.
У злогласној „Главњачи” Орешковић је био тучен и малтретиран. Било је то изузетно тешко време за све политичке ухапшенике, а посебно комунисте. Полиција је у првој години Шестојануарске диктатуре имала одрешене руке, па су тако двојица ухапшеника који су ухапшени када и он, убијени — Владимир Нешић је 26. августа бачен кроз прозор, а Брацан Брацановић је убијен у Маринковој Бари 27. септембра. Полиција је ова убиства у јавности представила као самоубиство, односно покушај бекства. Такође, током 1929. полиција је убила познате комунистичке револуционаре — Ђуру Ђаковића, Николу Хећимовића, Павла Маргановића, Мију Орешкија, Јанка Мишића и др.
Све до децембра 1929. Орешковић се са други ухапшеницима налазио у „Главњачи”, где су свакодневно тучени и малтретирани. Потом су пребачени у затвор Првостепеног суда у Београду, где је био заједно у ћелији са Рајком Јовановићем, Гојком Самарџићем, Сретеном Жујовићем, Јосипом Белончеком и др. По задатку КПЈ, Рајко Јовановић је уз Орешковићеву помоћ 21. јануара 1930. организовао бекство Гојка Самарџића. Пошто је Самарџић био болестан, руководство КПЈ је одлучило да се организује његов бег из затвора и да се потом илегално пребаци у Совјетски Савез. Партијска организација је организовала аутомобил који га је чекао испред амбуланте, која се налазила одмах поред дворишта Првостепеног суда. Орешковић и Антон Клеменчић су Гојка пребацили преко ограде затвора (која је била висока око два метра) и он је тако прешао у двориште амбуланте, а одатле у обезбеђени аутомобил. Остали затвореници су током ове акције имали задатак да одвуку пажњу чуварима, што су и успели; међутим, бекство је успео да види један стражар који се налазио у амбуланти и одмах је дошао у затвор и подигао узбуну. Како би онемогућили управу затвора да брзо сазна ко је бегунац, затвореници су се измешали по ћелијама, па је управи затвора требало времена да утврди идентитет бегунца.
Пред Државни суд за заштиту државе изведено је 20. фебруара 1930. укупно 28 оптужених (оптужница је теретила 29 лица, али је Самарџић био у бекству). Поред Марка, међу оптуженима су се налазили: Антон Клеменчић, Јордан Карић, Драгутин Гута Костић, Рајко Јовановић, Бранко Соларић, Вукола Дабић, Сретен Жујовић, Богдан Библија, Веселин Маслеша, Лабуд Кусовац, Иван Милутиновић и др. Током суђења, сви оптужени су пред судом говорили о полицијској тортури кроз коју су прошли. Пошто тадашња штампа није ништа писала о овом процесу, београдска организација КПЈ је написала и растурала летак под називом „Радници и сељаци из Југославије, Другови” којим је јавност обавештена о процесу који је вођен, о страдању двојице ухапшеника, као и о полицијској тортури над осталим ухапшенима. У овом летку изнет је податак да је Суд за заштиту државе за годину дана у 42 процеса осудио 146 особа од чега две на смрт, а њих 144 на укупно 644 године затвора.
Након неколико дана суђења, суд је 28. фебруара 1930. осудио Антуна Фестинија, Момчила Ђорђевића, Вуколу Дабића, Марка Орешковића, Ивана Милутиновића и др, док су неки ослобођени услед недостатка доказа. Орешковић је по Закону о заштити државе терећен за растурање комунистичких летака и ширење комунистичке пропаганде, као и за припадност комунистичкој организацији и осуђен је на пет година затвора. Након хапшења, његова невенчана супруга Јелица морала је напустити изнајмљени стан јер није имала средстава за плаћање. Тада је прешла да живи код Орешковићевог пријатеља Мирка Мехара, али је и она фебруара 1930. ухапшена под сумњом да је комуниста. Била је ухапшена заједно са већом групом комуниста, међу којима су били Ибрахим Бабовић и Отокар Кершовани. Након два месеца проведена у притвору, пуштена је услед недостатка доказа.

### Робија
Након доношења пресуде, заједно са осталим осуђеницима, 15. марта 1930. пребачен је у затвор у Сремској Митровици. Према тадашњим затворским правилима, сваки нови осуђеник прва три месеца је проводио у самици. У групну собу, са осталим политичким затвореницима, дошао је 15. јуна. У току његовог боравка у сремскомитровачком затвору, овде су се налазили или су касније дошли многи познати комунистички револуционари — Моша Пијаде, Спасоје Стејић Баћо, Лајош Чаки, Иван Милутиновић, Огњен Прица, Александар Ранковић, Јован Веселинов, Андрија Хебранг, Саломон Леви, Јосип Краш, Милорад Петровић, Гојко Вуковић, Митар Трифуновић Учо и др.
Услед тешког стања у КПЈ, које је наступило хапшењем великог броја руководећих личности које су се налазиле у Југославији, осуђени комунисти у Сремској Митровици нису имали никакву везу са партијском организацијом, иако су неколико пута покушавали да је успоставе. Тек средином 1932. успостављена је веза између Централног комитета КПЈ и осуђених комуниста, па је тада у затвору формиран Казнионички комитет. И пре повезивања са партијском организацијом, осуђени комунисти организовали су веома политички рад на обучавању млађих партијских кадрова из теорије марксизма и др. Организовали су разне курсеве и предавања, а један од иницијатора оваквог политичког рада био је Моша Пијаде, који је током дугогодишње робије — уз помоћ Родољуба Чолаковића — на српски превео Марксов Капитал. Пре доласка у затвор, Орешковић је доста радио па није имао пуно времена за своје политичко образовање, тако да су му ови курсеви и предавања били веома значајни да додатно упозна и схвати суштину учења Карла Маркса, Фридриха Енгелса, Владимира Лењина и др. Посебно је у раду на свом марксистичком образовању био усмерен на Огњена Прицу.
Првих година након Шестојануарске диктатуре, политички затвореници су у затворима широм Краљевине Југославије отпочели борбу за боље услове живота у затвору, јер су често били третирани лошије него остали затвореници, па чак и тежи преступници — криминалци, убице и др. Један од главних видова те борбе били су штрајкови глађу. Први штрајк у коме је Орешковић учествовао избио је 10. јула 1930. године. Овај штрајк није био потпуни већ делимични штрајк глађу, јер су затвореници одбијали да узимају хлеб (који је био прављен од брашна „главничавог жита” и био је јако лошег укуса, али и лош по здравље). Штрајк су започели политички затвореници, али су га прихватили и остали затвореници па је брзо успешно завршен. Нови велики штрајк глађу отпочео је 19. октобра 1933. и у њему је учествовало 117 политичких затвореника, а његов главни циљ био је побољшање услова живота политичких затвореника. Након 14 дана, штрајк је успешно завршен јер су политички затвореници пребачени у засебну зграду, у којој су имали боље услове. КПЈ је успела да упозна јавност са овим штрајком и придобије њену подршку, а у знак солидарности са штрајкачима — београдски студенти су организовали протестни збор.
Марта 1934. избиле су демонстрације политичких затвореника у Сремској Митровици, а повод су биле засебне тамне самице у којима је управник затвора Милан Браловић стално кажњавао неког од затворених комуниста. Ове самице су биле „фрижидерски” хладне и биле су чест узрок разболевања кажњеника који су у њима боравили. Када су 2. марта избиле демонстрације, у самицама су се налазили Станко Пауновић и Петар Грубор. У демонстрације су ступили сви политички затвореници, њих 262 (неки нису били комунисти, али су се солидарисали у штрајку), а 4. марта су прерасле у једномесечни штрајк. Како би се осветила политичким затвореницима, власт је 26 штрајкача које је сматрала организаторима у јуну извела на суд и осудила на додатни затвор. Убрзо након суђења, 21. јуна 1934, група од 68 политичких затвореника премештена је у нову зграду затвора у Лепоглави, код Вараждина. Поред Марка, у овој групи су се налазили следећи затвореници: Огњен Прица, Жарко Зрењанин, Моша Пијаде, Милован Ђилас, Милан Мијалковић, Павле Грегорић, Иван Милутиновић, Јован Веселинов, Иван Марковић, Ђуро Пуцар, Јован Бељански и др. У затвору у Лепоглави Орешковић је остао кратко, свега два месеца, јер је 28. августа 1934, пуних пет година након хапшења, пуштен на слободу.

### Револуционарни рад
Након одслужења затворске казне, стражарски је пребачен у родну Широку Кулу, која му је одређена за место боравка. Живео је тада у својој родној кући, са старијим братом Петром, његовим сином Пешом и његовом породицом. Поред њих, у домаћинству су живеле и породице Петрових синова — Блаже и Јосе, који су били у Канади. У суседној кући, живела је супруга Марковог покојног брата Валентина, са децом. Сви они су живели од земљорадње и нису имали превише средстава за живот, па је Марко осећао да им је на терету.
Почетком септембра 1934, позвао је Јелицу Бабшек да дође у Широку Кулу, након чега су се 10. септембра венчали у Личком Осику. Потом су отишли Словенију, у село Печке код Марибора, где су живели њени родитељи.. Након краћег задржавања, Орешковић је у потрази за послом отишао у Љубљану. После месец дана, био је ухапшен и пребачен у Марибор, а после неколико дана поново протеран у Лику.
Из Марибора није отишао у Лику већ у Загреб, где му се ускоро придружила и супруга. Након доласка у Загреб, повезао се са партијском организацијом и наставио са политичким радом. У пролеће 1935, руководство КП Југославије је за потребе партије купило један аутомобил, који је био регистрован као такси возило, а Орешковић је био његов возач. Поред такси услуга, које је Орешковић обављао, овај ауто је служио за специјалне партијске задатке — у њему је преношен партијски материјал и превожене одређене особе. Заједно са Драгом Говорушићем, често је путовао по разним местима, најчешће по Славонији, а одлазио је и до Београда, где су по партијским организацијама разносили књиге, брошуре и сл.
Посао са таксијем није дуго трајао, јер је полиција већ у лето 1935. Марку као бившем политичком осуђенику забранила да вози такси, и то јер је виђен као говорник на неколико радничких зборова, а био је и активан члан Радничког спортског друштва „Металац”. Он се у полицији налазио на списковима „опасних комуниста”, због чега га је полиција често прогонила. Није могао добити ни радну књижицу, а самим тим ни запослење, па се издржавао радећи разне привремене физичке послове.
Био је члан Четвртог рејонског комитета, у коме је сарађивао са Марком Белинићем, који је на његов предлог изабран за секретара овог комитета. Такође, у овом периоду је упознао многе истакнуте комунисте који су тада боравили у Загребу и сарађивао са њима; међу њима су Јосип Броз Тито, Срђа Прица, Андрија Жаја, Ђуро Шпољарић, Јаков Блажевић и Раде Кончар, који је био један од Орешковићевих најближих пријатеља. Фебруара 1936, након полицијске провале у загребачку партијску организацију, запретила му је опасност од хапшења, па је по партијској препоруци прешао у илегалу и отишао у Београд. У масовним хапшењима комуниста, 11. фебруара је ухапшена његова супруга Јелица, која је била члан КПЈ. Полицијски иследници су на све начине покушавали да ухапшене комунисте доведу у везу са Орешковићем, па су 1. априла за њим расписали потерницу. Суђење двадесеторици ухапшених загребачких комуниста, међу којима је била и његова супруга, одржано је почетком октобра и сви су ослобођени услед недостатка доказа.
Након доласка у Београд, где је боравио илегално, најчешће је становао код свог сестрића Славка. Ту се повезао са Секретаријатом Покрајинског комитета КПЈ за Србију и ставио му се на располагање. Пошто је бројним хапшењима током 1935. рад партијских организација у Србији био знатно ослабљен, укључен је у рад ПК КПЈ за Србију и од његовог секретара Радована Вуковића добио задужење да као партијски инструктор ради на обнови партијских организација. У јулу 1936, заједно са Небојшом Поповићем и Благојем Нешковићем, обновио је Месни комитет КПЈ за Београд. Тада је много путовао, обилазећи места по Србији, где је радио на обнављању партијских организација.

### Пут за Шпанију и Париз
Грађански рат у Републици Шпанији избио је јула 1936. између снага лојалних Влади, коју је предводио Народни фронт (коалиција левичарских партија) и делова војске предвођене генералом Франсиском Франком (који је био профашистички настројен). Од самог почетка рата све југословенске новине веома опширно су писале о све већем сукобу, па је исти привукао велико интересовање јавности. Већ од августа 1936. Централни комитет КПЈ посвећивао је велику пажњу овом рату, а у септембру је Совјетски Савез позвао све антифашисте да се прикључе борби шпанског народа. Од бораца из читавог света, октобра 1936. почеле су се стварати Интернационалне бригаде.
Одлазак добровољаца из Југославије у Шпанију био је отежан јер су власти Краљевине Југославије забраниле својим држављанима одлазак у ову земљу. Тако су први Југословени, који су крајем 1936. и почетком 1937. стигли у Шпанију, дошли из других земаља — углавном из Француске и Чехословачке. Упркос свим забранама, КПЈ је радила на прикупљању и организовању добровољаца за Шпанију. На том послу је као инструктор ПК КПЈ за Србију активно радио и Орешковић.
Пошто се на позив КПЈ за одлазак у Шпанију јавио велики број добровољаца, КПЈ је почетком 1937. организовала брод Ла Корс како би пребацила што већи број пријављених. То је била прва велика група која је из Југославије требало да крене у Шпанију, а међу одабраним добровољцима био је и Орешковић. Он је напустио Београд и отишао у Далмацију, где је требало да се укрца на брод. Крајем фебруара, брод је испловио из Шибеника и преко Сплита кренуо пут Црногорског приморја, успут прикупљајући групе добровољаца. Полиција је успела да открије брод и похапси велики број добровољаца — њих око 500, мада је број добровољаца био знатно већи али су многи успели да избегну хапшење. Орешковић је најпре дошао у Сплит, а одатле је прешао на острво Брач, одакле је са већом групом требало да се укрца на Ла Корс. Уместо на брод за Шпанију, он и група добровољаца су ухапшени и укрцани на брод за Сплит, где су одведени у затвор. После неколико дана, 9. марта сви су пуштени и тада је поново протеран у родно место.
Како је био ухапшен у великој групи људи, полиција у Сплиту није открила да се налазио на потерници загребачке полиције. Мислећи да је само један од многобројних добровољаца, пуштен је на слободу. Тек након интервенције загребачке полиције, априла 1937. откривено је да је један од ухапшених добровољаца био и Марко Орешковић, а потерница за њим обновљена је тек 17. маја. У родној Широкој Кули боравио је до краја марта. Тада се упознао са својим земљаком и револуционаром Томом Никшићем, који је током боравка у Канади постао комуниста, а потом је боравио на школовању у Совјетском Савезу и одатле дошао у Југославију. Орешковић му је дао партијске везе у Загребу и препоручио му да ради у синдикату јер није био познат полицији.
Почетком априла Орешковић је дошао у Загреб, где је половином месеца учествовао на партијском саветовању за синдикалне функционере из Београда, Загреба, Љубљане и Сплита, које је организовао Јосип Броз Тито. Половином јуна, напустио је Загреб и са двојицом другова отишао у Марибор, где су се повезали са студентом Павлом Жалцером, који је по партијском задатку радио на илегалном пребацивању добровољаца за Шпанију преко југословенско-аустријске границе. Потом су се у Аустрији укрцали у воз и стигли до Граца, где су због илегалног преласка границе ухапшени и задржани један дан у полицији. Потом су наставили даље ка аустријско-швајцарској граници, где су имали одређених проблема, па су се поново преко границе морали пребацити илегално. У Базелу су имали партијску везу, која им је помогла око пребацивања у Француску. У Париз су стигли 28. јуна, где су око 25 дана чекали на организовање транспорта за Шпанију.
Иако је по доласку у Париз очекивао да ће одмах наставити пут даље, Орешковић је у овде остао до децембра. По партијском задатку је задржан од стране дела руководства КПЈ, које је боравило у пункту КПЈ у Паризу: Сретен Жујовић, Лабуд Кусовац, Иво Марић и Родољуб Чолаковић. Половином августа у Париз је из Москве стигао и Јосип Броз Тито. Ово је био један од најтежих политичких периода у КПЈ — генерални секретар Милан Горкић је позван у Москву и одатле се није вратио, представник КПЈ у Коминтерни Иван Гржетић је искључен из Коминтерне и ухапшен, а Коминтерна је ускратила финансијску помоћ КПЈ и предложила да се она укине. Упоредо са тим у Паризу су се водила најжустрија сукобљавања међу комунистичким емигрантским групама.
Какви су Орешковићеви конкретни задаци били од стране руководства КПЈ није тачно познато, али се претпоставља да је био укључен у рад на организацији доласка и боравка добровољаца за Шпанију. Током боравка у Паризу, поново се запослио као таксиста, али је и овде (као раније у Загребу) свој такси најчешће користио за партијске потребе — преносио је партијске материјале и превозио партијске функционере. Боравак у Паризу искористио је да посети Светску изложбу, која се те године одржавала у овом граду.

### Шпански грађански рат
Средином децембра 1937. у Паризу се нашла група од око стотињак добровољаца за Шпанију, која је дошла из Југославије. Неки од њих били су — Пеко Дапчевић, Цветко Узуновски, Јурај Калц, Владета Поповић, Драго Штајнбергер, Војо Тодоровић, Иван Турк. Као најстарији међу њима, Орешковић је одређен за вођу групе. Из Париза су возом кренули до места Але (Арјеж), у близини француско-шпанске границе. Одатле су се аутобусима пребацили до обале Средоземног мора и Принеја, где су их чекали курири из Шпаније који су их илегално пребацили преко границе.
По доласку у Шпанију најпре су неколико дана боравили у Фигерасу, а потом су прешли у Албасете, где се налазило седиште Интернационалних бригада. Ту су у једном оближњем селу похађали војну обуку и војне курсеве. Орешковић је похађао курс за снајперисту. Током боравка у околини Албасете, укључио се у Комунистичку партију Шпаније, а од стране припадника групе добровољаца која је дошла са њим именован је за политичког руководиоца групе, па им је држао политичка предавања и преносио им своје искуство из илегалног партијског рада и са робије.
Након завршене обуке, добровољци из Орешковићеве групе упућени су у Трећу чету Интернационалног батаљона „Ђуро Ђаковић” који се тада налазио у Тамарити. Њихов батаљон је у фебруару 1938. укључен у састав 129. интернационалне бригаде и убрзо потом упућен на фронт у Арагон. Тада је у јеку била офанзива фашистичких снага, која је за циљ имала да пресече Шпанску републику на два дела и да централну Шпанију одвоји од Каталоније. Борбе у које су тада ступили биле су веома тешке, јер су фашистичке снаге имале подршку немачког Луфтвафеа, који је стално бомбардовао републиканске положаје. У једном од тих ваздушних напада, током априла страдао је и Штаб батаљона — командант Алекса Демнијевски тешко је рањен, а партијски руководилац Мојсије Стефановић погинуо. У нови Штаб батаљона, који је убрзо формиран, укључен је и Орешковић, који је именован за политичког руководиоца, а Ђоко Ковачевић именован је за политичког комесара.
Орешковић се у овим борбама истакао као добар борац-митраљезац, а помоћник на митраљезу му је био његов земљак — Личанин Петар Тишма. У једној од борби, током офанзиве, са још једним другом нашао се одсечен од батаљона. Борбе су биле изузетно тешке, а у овој је готово разбијена његова чета. Он је упорно пружао отпор својим митраљезом, док се остатак бораца повукао, па је тако остао одсечен. Два дана и две ноћи су се провлачили кроз непријатељске положаје и потом стигли у једно село, где су ступили у контакт са републиканским снагама. У овом селу боравили су осам дана, па су са још педесетак заосталих бораца упућени у своје јединице. За то време у батаљону су мислили да је Орешковић погинуо, јер се јако мало бораца из његове чете извукло. О његовој „погибији” су чак известили и руководство КПЈ, које је ову вест проследило у земљу.
Јула 1938. године 129. интернационална бригада пребачена је у Паленамо, где је добила задатак да у току офанзиве републиканских снага из Каталоније на реку Ебру овлада доминантним висом Пена Марко, са кога је непријатељ угрожавао комуникације. Ова изузетно тешка битка одиграла се 14. јула и током ње је страдало 45 бораца, док је њих 314 рањено. Офанзива на Ебру трајала је све до краја октобра, а пошто је била успешна — стварала је наду да ће прерасти у офанзиву ширих размера, која би била од судбинског значаја за Шпанску републику. У току ове одлучујуће борбе, крајем септембра донета је одлука о повлачењу свих интербригадиста из Шпаније. Након тога његова јединица повучена је са фронта и упућена у Валенсију, 24. октобра. Ту им је направљен свечани испраћај, попут оног познатог испраћаја у Барселони на коме је говорила Долорес Ибарури — легендарна „Ла Пасионарија”.
Већина добровољаца из Југославије је почетком новембра 1938. пребачена у село Амусафес у централној Шпанији, где је боравила у привременом логору који је био под надзором Комисије из Друштва народа. Током боравка у овом логору, поново је као најстарији комуниста изабран за руководиоца. Поред њега у руководству су били Бранко Крсмановић, Ратко Павловић и Иван Гошњак. Они су организовали програм политичког и културно-уметничког рада, па су стално држана одређена предавања. Јануара 1939. сви интербригадисти су пребачени у Валенсију, а одатле бродовима у Барселону где су чекали да буду транспортовани из Шпаније. Истовремено, фашисти су све више потискивали републиканске снаге, а крајем децембра су покренули велику офанзиву на Каталонију, у чему су имали велику италијанску војну помоћ. До половине јануара фашисти су успели да освоје значајан део територије и да опколе Барселону. Пребацивање интербригадиста ишло је веома споро јер је „Одбор за немешање” (који је имао задатак да контролише повлачење страних трупа из Шпаније) одуговлачио са њиховим пребацивањем. То је рађено зато што би се онда из Шпаније морале повући и немачке и италијанске снаге. Ипак, главни циљ фашиста био је постигнут: до краја септембра Интернационалне бригаде су повучене са фронтова, што је знатно ослабило Народну републиканску армију.
Када је било очигледно да је договор у Друштву народа о повлачењу страних трупа из Шпаније био само фашистичка фарса, многи интербригадисти који су се налазили у Шпанији поново су ступили у борбу. Половином јануара 1939, интербригадисти из Југославије су се налазили у Фигерасу, месту у близини шпанско-француске границе. Командант Југословенске групе био је Коста Нађ, политички комесар Данко Митров, а партијски руководилац Марко Орешковић. На вест да су фашистичке снаге заузеле Маресу, 24. јануара они су једногласно донели одлуку да се поново укључе у борбу и крену ка Барселони.
Пошто је фашистичка офанзива била у пуном јеку, Влада шпанске републике и Врховна команда Народне републиканске армије морале су напустити Барселону и повући се у Фигерас, одакле су покушале да организују последњу одбрану Каталоније. Почетком фебруара, фашистичка авијација је жестоко бомбардовала Фигерас, што је убрзало њихово напредовање. Фигерас је заузет 8. фебруара, а 9. фебруара су фашисти избили на шпанско-француску границу. Непосредно пре тога, Влада шпанске републике је са око 170.000 избеглица, 60.000 бораца, 10.000 рањеника и око 700 интербригадиста прешла у Француску Према француским извештајима, до 10. фебруара се у Француској налазило око 300.000 избеглица из Шпаније, а међу њима је била и група југословенских интербригадиста.

### Повратак у Југославију
Орешковић се налазио у последњој групи интербригадиста која је напустила Шпанију. Заједно са осталим добровољцима и војницима Народне републиканске армије, по преласку у Француску, упућен је у концентрациони логор. Приликом спровођења до логора, заједно са још једним другом успео је да побегне. Искочили су из колоне и прикрили се у жбуњу поред пута. Након неког времена, када је колона прошла, они су се склонили у једну колибу на оближњој њиви; ту су одморили и сачекали следећи дан, а онда кренули даље. Морали су пешачити неколико наредних железничких станица, како би у воз ушли у месту које је довољно удаљено од оног где су побегли. Потом су возом стигли у Париз.
Одмах по доласку у Париз јавили су се Комитету за помоћ шпанским борцима. У Паризу се налазила и група чланова КПЈ, која је такође имала задатак да помогне добровољцима из Југославије да се врате у земљу, а међу њима су били Вељко Влаховић, Ловро Кухар и др. Током боравка у Паризу, Орешковић се разболео јер су га савладали ратни напори, па је неколико дана лежао у кревету. Повратак у Краљевину Југославију за добровољце из Шпаније био је веома тежак, јер је Влада Милана Стојадиновића свим Југословенима који су учествовали у Шпанском грађанском рату одузела држављанство. Они су се морали јавити југословенском конзулату у Паризу и тамо написати молбу у којој се „кају за одлазак у Шпанију”, а тек када се та молба врати из Београда — могу да дођу назад у своју земљу (тај процес је могао да траје месецима). У конзулату се тада налазио специјални изасланик Министарства унутрашњих послова Теодосић, који је био задужен за пријем добровољаца и њихову процену. Орешковић се јавио у конзулат, али када је чуо да мора написати молбу-покајницу — он је одбио да ово учини и одлучио да се у земљу врати онако како је из ње и отишао — илегално.
Илегални повратак у Југославију му је био онемогућен копненим путем, јер је у међувремену, марта 1938, Немачка извршила аншлус Аустрије, а илегални пут преко Италије био је сувише опасан, јер би Италијани одмах посумњали да је био у Шпанији и осудили га на дугогодишњу робију. Тада се одлучио да се у земљу врати бродом, па је почетком марта 1939. отишао у Марсељ. Након неколико дана боравка у граду, у луци је упознао морнаре из Југославије који су га као слепог путника примили на свој брод, којим је 15. марта стигао у Сплит.
Још у Паризу, добио је партијске јавке, па је непосредно пре одласка из Марсеља обавестио другове у Загребу да се враћа назад. Његов друг из Шпаније, Маријан Крајачић, тада је у Сплит послао омладинку Милу Херцог да сачека Марка. Одмах по повезивању са Милом, возом су се упутили у Загреб. Између Миле и Марка се одмах по упознавању родила љубав, па је Орешковић у јесен 1939. (након изласка из затвора) прешао да живи код ње. Пошто Орешковић није имао никаква документа, руководство КПЈ га је посаветовало да се пријави властима у општини рођења, како би могао да добије потребне папире. Рачунали су да ће тада бити осуђен само на неколико недеља затвора због илегалног преласка границе.

### Поново у затворима
У родну Широку Кулу стигао је почетком априла, баш уочи Ускрса, на опште изненађење свих пошто су још половином 1938. добили вест да је погинуо у Шпанији. Поново је боравио у родној кући, код брата Петра и његове породице. Убрзо по доласку, у намери да добије документа јавио се у локалну жандармеријску станицу и у општину, али су га они упутили на администрацију среза у Госпић. Тамо су му 6. маја рекли да морају консултовати полицију у Загребу и да сачека одређено време. После дужег чекања, он је сам отишао у загребачку полицију, али су га они упутили на управу Савске бановине. Орешковић се и тамо јавио, али су га они шетали од канцеларије до канцеларије, док на крају 6. јуна није стигао до инспектора јавне безбедности Савске бановине, који га је поново упутио на срез у Госпић, где је 14. јуна ухапшен.
Орешковићево лутање по институцијама Краљевине Југославије трајало је од почетка априла до половине јуна, а за то време углавном је боравио у Широкој Кули, где се повезао са тамошњом партијском организацијом. Такође, у родном крају је владало велико интересовање за њим, па се свако вече у кући његовог брата Петра окупљао велики број мештана којима је причао доживљаје из Шпаније. Поред родног места, обишао је још нека места у Лици, а неколико дана је боравио и у родном крају Раде Кончара, у селу Бабин Поток код Врховине. Ту је боравио код Петра Кончара и Милана Вукмировића Шкаре, а обишао је и локалну партијску организацију.
У Госпићу је ухапшен 14. јуна, на основу потернице загребачке полиције још из 1936. и одмах је пребачен у Загреб. Ту је због илегалног преласка границе осуђен на месец дана затвора, али је задржан мало дуже и 4. августа пребачен у Београд, где је предат Државном суду за заштиту државе и затворен у истражном затвору на Ади Циганлији. Истрага против њега није имала никаквих конкретних доказа, сем претпоставке да се он налази на некој високој функцији у КПЈ. Оптужница из 1936, на основу које је ухапшен, полицији ништа није значила, јер су сви ухапшеници из тадашње провале били ослобођени на суду. Како би добили неку информацију на основу које би могли подићи оптужницу, истрагу над Орешковићем су водили иследници београдске полиције предвођени Ђорђем Космајцем. Поред свих мучења и злостављања, није ништа признао о свом партијском раду, тако да Државни суд за заштиту државе није могао подићи оптужницу против њега. Због тога је 4. септембра враћен у Загреб и предат Краљевском столу седморице. Током боравка у затвору на Ади Циганлији, посетила га је супруга Јелица, која је тада живела у Београду.
У загребачком затвору отпочео је штрајк глађу, пошто се против њега и даље није подизала оптужница. Убрзо потом, 19. септембра пуштен је на слободу, јер се тада навршило 99 дана од његовог хапшења у Госпићу, а оптужница још увек није била поднета. Након изласка из затвора, у Загребу је почео да живи заједно са својом новом љубави — Милом Херцог, коју је звао „Срна”.
Одмах по изласку из затвора, наставио је са револуционарним радом. Јуна 1939. на саветовању руководећег актива КПЈ у Тацну испод Шмарне горе, дошло је до измене чланова Централног комитета Комунистичке партије Хрватске, па су се у најужем руководству нашли Раде Кончар, Мирко Буковец и Маријан Крајачић. Они су Марка именовали за партијског инструктора ЦК КПХ и он је потом обилазио партијске организације по Хрватској. Боравио је у Лици, Карловцу, у Војнићу, у Сушаку, на Крку и сл. Радио је на повезивању и учвршћивању партијских организација, а посебну је пажњу посветио помоћи у раду Покрајинском комитету за Далмацију. У Сушаку је окупљао чланове и симпатизере КПЈ, јер тамо није било месне организације КПЈ.
Деловао је и у загребачкој партијској организацији, заједно са Стипом Угарковићем — који је био секретар МК КПЈ за Загреб, као и Анком Буторац — супругом Благоја Паровића. Обилазио је месне партијске организације, као и партијске организације по загребачким фабрикама. Како би легализовао свој боравак у Загребу, почетком децембра се запослио у фабрици „Хелиос”, али је већ 16. децембра ухапшен.
Неколико месеци након формирања Бановине Хрватске, на основу споразума Цветковић—Мачек од 26. августа 1939, на њеној територији су формирани концентрациони логори за политичке затворенике. Прва хапшења, према полицијским списковима за прогон, отпочела су 16. децембра и Орешковић је био у првој групи ухапшених. Истовремено када и он, ухапшена је група од око 60 истакнутих комунистичких револуционара из Хрватске, међу којима су били — Божидар Аџија, Павле Грегорић, Ђуро Шпољарић, Лео Матес, Јосип Краш, Симо Црногорац, Ловро Шперац, Драгутин Саили, Мирко Буковец, Марко Белинић, Андрија Жаја и др. Ухапшено је и шест жена, међу којима и Анка Буторац и Мила Херцог.
Неколико дана након хапшења, 26. децембра сви ухапшени су интернирани у затвор Лепоглава. Орешковић се овде није дуго задржао, јер је у међувремену полиција ухапсила неколико чланова КПЈ у Сушаку, који су у полицији поменули како су у Сушак долазили Марко Орешковић, Ђуро Шпољарић и Мирослав Пинтар. Они су потом 11. фебруара пребачени у Сушак и суочени са ухапшеним члановима КПЈ. Марко и Ђуро су терећени као партијски функционери, а Мирослав Пинтар као један од организатора Странке радног народа. Истрага у Сушаку, уз свакодневно батинање и малтретирање, трајала је све до 20. марта. Пошто су Ђуро и Марко упорно ћутали и порицали сваку везу са ухапшенима, били су оковани (имали су окове на рукама и ногама). Како би помогао у истрази, у Сушак је дошао и један од шефова загребачке полиције, Ладислав Шопек, који је Марка упознао приликом његовог хапшења јуна 1939. године. Пошто је истрага дуго трајала, ухапшеници су ступили у штрајк глађу, а после пет дана су пребачени у болницу.
Марко, Ђуро и Мирослав су из Сушака 22. марта враћени у Лепоглаву. По доласку, Мирослав је враћен у заједничку собу са осталим интерниранима, док су Марко и Ђуро били у засебној ћелији. Разлог овоме је да интернирци не виде последице полицијске тортуре вршене над њима. Остали интернирани су преко Мирослава сазнали разлог раздвајања и започели су са протестима. Управа затвора се тада правдала да су они болесни и да је то разлог раздвајања. КПЈ је тада покренула кампању у јавности, па је 29. маја бан Бановине Хрватске Иван Шубашић морао интервенисати код Управе затвора.
Последње недеље маја 1940. у Сушаку је одржано суђење ухапшеницима, међу којима су били Марко и Ђуро. Сви оптужени су ослобођени, а након тога Марко и Ђуро су уз помоћ адвоката Анте Рамљака успели да напусте зграду затвора и избегну полицију, која је имала намеру да их поново врати у интернацију у Лепоглаву. Након тога живео је у строгој илегали.

### Члан Централног комитета
Крајем марта 1940, док се налазио у затвору, на саветовању Комунистичке партије Хрватске заједно са Владимиром Бакарићем кооптиран је за члана Централног комитета КПХ. Након изласка из затвора, у Загребу се сусрео са Јосипом Брозом Титом и са њим разговарао о свом даљем партијском и револуционарном раду. Након тога, као члан ЦК КПХ обилазио је партијске организације по Хрватској, помажући им у њиховом раду и организацији. Поред организација у родној Лици, обилазио је и организације по Горском котару и Хрватском приморју. Заједно са другим истакнутим личким комунистима, а пре свега са Радом Кончаром који је био секретар Бироа ЦК КПХ радио је на томе да се кроз легалне политичке, културне, спортске и друге организације проводи политика КПЈ. У ширењу утицаја КПЈ по личким селима, највише се постигло преко организација „Сељачко коло” у српским и „Господарска слога” у хрватским селима.
У другој половини 1940, заједно са Тонетом Томшичем упућен је као испомоћ партијском руководству у Далмацији. Они су непосредно пред одржавање Прве конференције КП Хрватске обилазили партијске организације и радили на сређивању стања у њима, а посебно у борби против присталица „фракционаша” — Иве Марића, Вицка Јеласке и Иве Баљкаса. Крајем јула, у Сплиту је присуствовао састанку који је Тито имао са члановима Покрајинског комитета КПЈ за Далмацију. Такође, присуствовао је и Покрајинској конференцији КПЈ за Далмацију, одржаној 3. и 4. августа 1940. у Стобречу, код Сплита.
Прва конференција КП Хрватске била је првобитно заказана за 11. август, али је због хапшења неколико чланова Централног комитета — Мирка Буковеца, Маријана Крајачића, Анке Буторац, Владимира Бакарића и Мартина Франекића — свега дан пре одржавања одложена. Након Титовог повратка из Црне Горе, 25. августа 1940. у Загребу је одржана Прва конференција Комунистичке партије Хрватске, којој су присуствовала 64 делегата. У име Централног комитета КПЈ присуствовали су Јосип Броз Тито и Едвард Кардељ. На овој Конференцији Орешковић је поново изабран за члана Централног комитета КПХ и за делегата за Пету земаљску конференцију КПЈ.
На Петој земаљској конференцији КПЈ, одржаној у од 19. до 23. октобра 1940. у Загребу, изабран је за кандидата за члана Централног комитета Комунистичке партије Југославије.

### Народноослободилачка борба
Напад Сила Осовине на Краљевину Југославију, 6. априла 1941, Орешковића је затекао у Загребу, где је 8. априла 1941 присуствовао заједничком састанку чланова ЦК КПХ и чланова ЦК КПЈ, који су се налазили у Загребу, са генералним секретаром КПЈ Јосипом Брозом Титом. На овом састанку извршена је оцена политичких дешавања и дат предлог да се упути делегација у Војну команду у Загребу, са захтевом да се оружје подели радницима и антифашистички настројеним грађанима. Тито је предложио да ову делегацију предводи Орешковић, али је он то одбио предложивши Јакова Блажевића, сматрајући да ће он као правник имати више успеха. Заједно са Блажевићем, био је део делегације која је посетила Војну команду и била одбијена.
На дан уласка немачке 14. оклопне дивизије у Загреб и успостављања усташке Независне Државе Хрватске, 10. априла 1941. одржан је још један заједнички састанак чланова ЦК КПХ и ЦК КПЈ са Титом. На овом састанку, између осталог, донета је одлука да се формира Војни комитет чији је ће задатак бити да ради на прикупљању оружја и војне опреме, као и да се поједини чланови ЦК КПЈ упуте у поједине области и тамо на терену раде са партијским организацијама. У другој половини априла Орешковић је отпутовао у Сплит, где је присуствовао саветовању Покрајинског комитета КПЈ за Далмацију, на коме је присутне упознао са одлукама ЦК КПЈ, а потом је формирана Војна комисија при ПК КПЈ за Далмацију. Потом је обишао партијске организације у Лици, где се током боравка, распитивао ко је од чланова КПЈ отишао у заробљеништво, а ко је интерниран; како се усташке власти односе према становништву и да ли усташе залазе у села; саветовао је чланове и симпатизере КПЈ да раде на прикупљању оружја и да се припремају за борбу. Након тога, обишао је организације у Босанској Крајини и Бања Луци.
Након повратка у окупирани Загреб, половином јуна 1941. присуствовао састанку Централног комитета КП Хрватске. Потом је заједно са Јосипом Крашом обилазио партијске организације на Банији и у Карловцу, потом у Делницама и у Горском котару те по Хрватском приморју. У Делницама се затекао 22. јуна, када је Немачка напала Совјетски Савез, и истог дана присуствовао партијској конференцији. Након састанка ЦК КПХ, одржаног 13. јула 1941, са циљем да ради на организовању оружаног устанка упућен је у Лику.
У Лику је стигао око 19. јула, када је боравио у селу Јасиковац, код Коренице, а потом је прешао у оближње село Трнавац. Његов први задатак био је да обиђе српска села и убеди људе да се не одазивају на усташке позиве јер су они били само мамци за окупљање сељака, како би лакше похватани и потом поубијани. Саветовао је сељаке да се не задржавају у кућама и да се спремају на устанак. Када је дошао у Лику, прво време је боравио под илегалним именом „Миле” и био је представљан као „друг из руководства ЦК КПХ”, али пошто је био познат већини партијских организација које је раније обилазио, брзо је изашао из илегалности и свуда постао познат као „Маркан” (како су га од милоште звали Личани).
За веома кратко време, успео је уз помоћ Окружног комитета КПХ за Лику и његовог секретара Јакова Блажевића да разради директиву ЦК КПЈ о покретању устанка. Након директиве ЦК КПХ о започињању устанка, од 25. јула Орешковић и остали чланови ОК КПХ за Лику почели су да обилазе села и организују одборе, како би припремили народ на устанак. У међувремену, 27. јула 1941. избио је устанак у Србу, што је знатно убрзало ширење устанка у осталим крајевима Лике и Книнске Крајине. За разлику од неких водећих комуниста у Лици, који су се користили илегалним именима, Орешковић је свуда отворено иступао као Хрват и комуниста и није скривао своје порекло. Иако је боравио у српским селима по Лици и на устанак у првој мери позивао Србе, који су били угрожени усташким злочинима, он је отворено говорио да је Хрват. Такође, енергично је радио на спровођењу широког фронта Народноослободилачке борбе у Лици, па упркос неким покушајима овде није дошло до тзв. „левичарења” и „левих скретања”. Радио је и на укључењу у устанак официра и подофицира бивше Југословенске војске, знајући да они имају војно образовање и одређен углед међу сељацима. Његов је допринос био и то што се мајор Бошко Рашета прикључио устаницима.

Целој Лици жалост срце бије,
што јој неста храброга Крнтије.
Што јој неста вође од устанка,
Првог вође — Орешковић Марка.
Друг је Марко хрватскога рода,
ал’ је мајка српскога народа…
Да не би Орешковић Марка,
још би многа, закукала мајка…
Ој фашисти, јадна ли вам мајка,
Платит ћете Орешковић Марка.
Четници нам убише јунака,
храброг борца Орешковић Марка.
Откад јунак у гробници лежи,
наше срце за осветом тежи.

делови из народних песама које су се у току НОР-а певале по Лици и Босанској Крајини, 
У организовању устанка користио је искуство стечено у Шпанском грађанском рату, па је одмах по стварању првих устаничких чета и одреда успоставио функцију политичког комесара. На самом почетку устанка, устанички одреди су бројали око 300 наоружаних бораца, а већ током неколико недеља ови одреди су вишеструко нарасли. У почетку, ови одреди су се називали „герилски”, али су касније у септембру на иницијативу ЦК КПЈ преименовану у „партизанске”. Као члан ЦК КПЈ био је повезан и са устаницима у Дрвару, па је на његову иницијативу Штаб герилских одреда за Босанско Грахово, 16. августа 1941. донео одлуку о војном организовању устаничких снага, чиме је формирана Прва бригада народноослободилачких герилских одреда за западну Босну и Лику која је имала осам батаљона и близу пет хиљада бораца. У писму секретару ЦК КПХ Ради Кончару, 12. септембра Јосип Броз Тито је оштро критиковао употребу назива „герилац” и напоменуо да је Главни штаб НОП одреда Југославије одредио назив „партизан”
Непосредно након избијања устанка, посветио се политичком раду, како би ојачао партијске организације, али и војне штабове. У ослобођеном Дрвару је 31. августа 1941. на његову иницијативу организована војно-политичка Конференција представника устаничких снага из Босанске Крајине, Лике и Книнске Крајине, којој је присуствовало око 30 делегата среских и батаљонских штабова. На Конференцији је разматрана војно-политичка ситуација у земљи, а посебно стање у западној Босни и Лици, након настојања италијанског окупатора да поцепа устаничке снаге. Тада је донета и Резолуција у којој је изражена спремност за борбу против сваког окупатора и његових сарадника и упућени су прогласи српском, хрватском и муслиманском становништву, као и италијанским војницима. Као један од најбитнијих војних задатака на Конференцији је постављено питање организовања војске и позадине. По повратку у Лику, радио је на организовању још једне војно-политичке конференције, која би разматрала организациона питања устанка у Лици. Ово Конференција одржана је 21. септембра 1941. на Каменском, на планини Пљешевици и на њој је разматрано стање у јединицама и анализирани постигнути резултати. На Конференцији је извршена измена војног руководства устанка у Лици, па је формиран нови Штаб партизанских одреда за Лику. На Орешковићеву интервенцију, за команданта Штаба изабран је мајор Бошко Рашета, који није прихватио дужност, па је уместо њега дужност команданта наставио да обавља ранији командант Штаба — Гојко Половина. За политичког комесара Штаба именован је Марко Орешковић, а Стојан Матић за оперативног официра.
Врховни штаб НОП одреда Југославије је након саветовања у Столицама одржаног септембра 1941, донео директиву да се у свим деловима Југославије формирају главни штабови НОП одреда по територијалном принципу. У складу са овом директивом, Централни комитет КП Хрватске је 19. октобра донео одлуку о формирању Главног штаба НОП одреда Хрватске. За чланове штаба тада су именовани: Станко Опачић Ћаница, Иван Рукавина, Фрањо Огулинац Сељо, Вељко Ковачевић и Владо Ћетковић, те Марко Орешковић. На првој седници овог штаба одржаној отприлике 26. октобра на Петровој гори, за команданта Главног штаба је изабран Иван Рукавина, за политичког комесара Марко Орешковић, а за оперативног официра Фрањо Огулинац. Тада се још увек није знало за Орешковићеву погибију, па је зато именован за поменуту дужност. У његовој одсутности мењао га је Фрањо Огулинац. Када се сазнало за његову смрт, Огулинац је постао вршилац дужности политичког комесара, све до децембра 1941. када је за новог политичког комесара именован Владимир Бакарић.

#### Партизанска хапшења
У току устанка, Марко Орешковић се кретао по територији Лике и Босанске Крајине, обилазио је села, окупљао сељаке и са њима разговарао. Често је ишао потпуно сам, што је било веома опасно у данима потпуне неизвесности. Августа 1941. доживео је да га устаничке партизанске јединице чак два пута ухапсе као сумњиву особу.
Прво хапшење од устаничких снага догодило се почетком августа у селу Висућ, код Удбине. Вест о хапшењу „усташког шпијуна” брзо се пренела до села Мазина, где се налазио Гојко Половина — секретар Среског комитета КПХ за Грачац и један од организатора устанка. Орешковић је након хапшења рекао да је комуниста и да је ратовао у Шпанији, па је то пренето Половини, који је одабрао тројицу поверљивих устаника — Станишу Војводића, Стеву и Дану Ковачевића — и послао их у Висућ да доведу заробљеника. Одмах по доласку у Мазин, Половина је препознао Марка и ослободио га. Иако је као устанички заробљеник добио батине, Орешковић није замерао на томе истичући да никоме не треба веровати и да будност треба да влада међу устаницима.
Недуго потом уследило је друго хапшење, овог пута у Дрвару. Приликом доласка из Лике у Дрвар ухапсила га је сеоска стража. Иако је имао устаничку пропусницу, изазивао је сумњу јер је био обучен у сељачко одело. Након претреса код њега су пронашли и фалсификовану усташку легитимацију на име Иван Рендулић. Сумња да је реч о „усташком шпијуну” тада је била потпуна и он је одведен у затвор Команде места. Тих дана у Дрвару се налазио и лекар Мони Леви, који је био управник партизанске болнице. Он је одлично познавао Марка јер су заједно робијали у Сремској Митровици. Када је чуо да се у затвору налази сумњиви шпијун по имену Марко Орешковић, моментално је отишао тамо и утврдио да се заиста ради о Марку. Након тога Орешковић се шалио како је био у затворима под многим режимима, па је тако доспео и у партизански затвор.

### Погибија
Након окупаторско-квислиншке офанзиве и поновне окупације Дрвара, крајем септембра 1941. настали су тешки дани за Народноослободилачки покрет у овом делу Босанске Крајине и јужне Лике. Такође, у то време је дошло и до стварања првих четничких јединица. Марко Орешковић се тада налазио са Штабом партизанских одреда за Лику у селу Средња Гора, код Удбине. Половином октобра, из Крбавског поља је кренуо за Босанску Крајину како би успоставио везу са друговима из Дрвара и како би са њима извршио испитивање техничких могућности за примање евентуалне војне помоћи од Савезника или из Совјетског Савеза.
У пратњи Војина Половине стигао је у Мартин Брод, где се састао са Јовом Рељићем — командантом места. Овде је информисан о новонасталој ситуацији након поновне окупације Дрвара и сазнао да се партизански штаб налази са јединицама на подручју Осјеченице и Клековаче. Намеравао је да одмах крене даље, али га је Рељић одвраћао од тога, говорећи му да је опасно путовати у овом тренутку и да ће тешко успети да пронађе партизански штаб из Дрвара на Осјеченици. Орешковић је био упоран те је са Миланом Грбићем кренуо према Великом Очијеву.
У Великом Очијеву је тада тројка — Срђо Родић, Јово Шипка звани Јосип и Душан Јовичић звани Копилаћ — образовала своју команду. Они су у току летњих месеци припадали устаницима, а Родић је чак био именован за команданта места. Након поновне окупације овог подручја и повлачења партизанских јединица и штаба ка Осјеченици, они су у периоду „безвлашћа” отпочели своју владавину — разрезали су харач и батинама обезбеђивали ауторитет, пљачкали имућније сељаке, а све оне који би се побунили против њих проглашавали „усташким шпијунима”.
Орешковић је у Велико Очијево дошао 20. октобра 1941. и планирао да узме водича с којим би продужио за Осјеченицу. Омладинац Милан Грбић, који га је допратио до Очијева, одвео га је код свог тече Давида Родића, а овај га је потом одвео у кућу Срђе Родића — који је био командант места. Пошто Срђо није био кући, примила их је његова мајка. Након краћег задржавања, Милан је кренуо назад у Мартин Брод, а Давид — који је био Срђин рођак — понудио се Марку да заједно потраже Срђу. Када су га нашли у кући Дукића, Давид се вратио кући. Марко и Срђа су тада навратили у кућу Душанке и Даринке Родић, а касније су им се придружили и Шипка и Јовичић. Предвече су напустили кућу — Срђо је кренуо својој кући, а Марко је у пратњи Шипке и Јовичића продужио према Главицама, где су изашли на пут Велико Очијево—Мартин Брод. Они су Марка тада одвели до једне јаме где га је Душан Јовичић Копилаћ убио, а потом су га бацили у јаму дубоку 25 метара. Након убиства, поделили су Маркову одећу — Родићу су однели кожни капут, Шипка је узео гојзерице, а Јовичић чакшире.
У прво време се није ништа знало о Марковом нестанку односно убиству. У Штабу у Лици мислили су да се Орешковић повезао са Штабом из Дрвара, док Дрварчани нису знали да им је пошао у сусрет. Почетком новембра 1941. Штаб у Лици је добио вест да је Орешковић убијен на путу из Лике ка Босанској Крајини, али нису имали детаљније податке о томе. Група истакнутих комуниста из Дрвара, по задатку Среског комитета КПЈ за Дрвар, половином новембра кренула је у обилазак околине Дрвара, Босанског Грахова и Ливна — са циљем да народу објасни новонасталу политичку ситуацију и да поново покрене Народноослободилачку борбу. У једној од ових група која је обилазила околину Дрвара, налазили су се Милутин Морача, Никола Котле и Саломон Леви. Након Конференције, у једном селу у околини Дрвара, 21. новембра 1941. примили су делегацију сељака из Великог Очијева, која им се пожалила на терор који трпе од тројке Родић—Шипка—Јовичић. Након тога, они су позвали партизанску чету Марка Срдића и дошли у Велико Очијево, где су одмах ухапсили Родића и остале. Од сељака су дознали и да је пре око месец дана у Очијево долазио неки човек, кога више нису видели, али да су потом на Родићу видели његов капут. Током истраге коју је водио Никола Котле, Родић, Шипка и Јовичић су признали Орешковићево убиство из користољубља.
Потом су их одвели до јаме, где је било бачено Орешковићев леш. Омладинац Мићо Танкосић тада се канапом спустио у јаму и извукао Орешковићев леш. Посмртни остаци су потом однесени испред школе у Очијеву, где се окупила маса народа. Никола Котле одржао је посмртни говор, након чега је извршена сахрана на оближњој ледини поред пута, недалеко од школе. Његове убице су потом осуђене на смрт и стрељане.
Поводом Маркове смрти, Окружни комитет КПХ за Лику је новембра 1941. издао „Проглас српском и хрватском народу Лике” у коме се између осталог каже:
Вест о овом одвратном чину шаке издајника и злочинаца узбудила је читаву Лику. Цела Лика без обзира на верске и политичке разлике реаговала је на ту вест дубоким болом, искреним сузама и праведним гневом против убојица. Реаговала је тако, јер Лика није заборавила, нити ће икада заборавити, што је Марко Орешковић — Крнтија значио за њу у најтеже и најкрвавије доба њезине историје. Лика није заборавила, нити ће икада заборавити, да је Марко Орешковић — Крнтија први развио барјак народноослободилачке борбе у Лици, борбе против крвавих усташких бандита и њихових господара италијанских и фашистичких окупатора.

#### Контроверзе
У време Маркове погибије, у јесен 1941, дошло је до првих озбиљнијих подела међу устаничким снагама — на четнике (који су заступали став да устанак треба бити усмерен само против усташа и НДХ) и на партизане (који су заступали став да се устанак треба водити против немачко-италијанског окупатора, као и усташа, домобрана и других сарадника окупатора). Један од узрока поделе били су Италијани, који су у страху да се устанак из Лике и Босанске Крајине не прошири на Далмацију и друге југословенске области (које су се тада налазиле у саставу Фашистичке Италије) почели наметати као заштитници Срба у НДХ, мада ништа конкретно о том питању нису радили. Италијани су имали договор са појединим бившим југословенским политичарима, који су међу устаницима у Лици почели да заступају став о сарадњи са Италијанима и да раде на стварању засебне четничке организације.
Како би у самом почетку компромитовао стварање четничке организације, део руководства Народноослободилачког покрета у Лици почео је да оптужује тадашње четничке-руководиоце да стоје иза убиства Марка Орешковића. Они су рачунали да ће због велике Маркове популарности, како међу устаницима тако и међу народом Лике, успети да на тај начин дискредитују заговорнике четничке политике. Једна од првих јавних оптужби на рачун четника за Марково убиство била је у Прогласу Окружног комитета КПХ за Лику, поводом његове погибије, новембра 1941. године:
Ступивши у службу заклетог непријатеља српског и хрватског народа, у службу италијанског фашизма, та шака издајника и италијанских плаћеника подузела је све да народноослободилачку борбу против усташких бандита и њихових господара италијанских окупатора скрене путем братоубилачке борбе између Срба и Хрвата. Та банда моралних пропалица, наказа и изрода, што се окупља око бившег Стојадиновићевог министра Ника Новаковића — Лонга, око познатог гуликоже Стеве Рађеновића и мајора Рашете, мислила је да ће свој циљ најлакше постићи ако убије вођу и организатора народноослободилачког покрета у Лици, најбољег и најпопуларнијег партизана у Лици, друга Марка Орешковића. Подмукло и заплотњачки дочекали су ти бандити Марка на његовом путу из Босне, камо је пошао са веома важним војничким задацима, и извршила најогавнији злочин што се даде замислити — убила га из потаје.
Ово је касније настављено, па је чак у народне песме које су се по Лици и другим крајевима певале о Марку ушао следећи стих — Ој четници јадна ли вам мајка, платићете Орешковић Марка. Након Другог светског рата, у већини југословенске литературе — многобројним енциклопедијама и зборницима, као и другим едицијама о истакнутим револуционарима, народним херојима и др. — приликом описа смрти Марка Орешковића навођено је да је убијен од стране четника, мада је негде коришћен и мало другачији опис — убијен од стране четничких елемената у Народноослободилачком покрету. Иако се тада у озбиљној и стручној литератури наводио прави опис Маркове погибије, који су потврдили и описали многи његови саборци — Саломон Леви, Гојко Половина, Данило Дамјановић и др. — у литератури намењеној широј јавности је настављено са коришћењем стереотипа који је из пропагандних разлога настао још у току рата.
У вези Маркове смрти често се наметало питање да ли је заиста убијен из користољубља од стране одметника или је неко организовао његово убиство. Владимир Дедијер у свом Дневнику 1941—1944 износи тезу да је Срђа Родић само физички организатор Марковог убиства, док су четници Стево Рађеновић и мајор Бошко Рашета били његови наручиоци. Један од Маркових сабораца, Гојко Половина је 1988. у својој књизи „Сведочење — Прва година устанка у Лици”, потврдио да су Маркове убице тројац Родић—Шипка—Јовичић, али као организаторе злочина навео је људе из врха устанка — Владимира Поповића (делегата ЦК КПЈ при ЦК КПХ), Владу Ћетковића (команданта Групе одреда за Лику) и Радета Жигића (секретара Окружног комитета КПХ за Лику). Према њему, њихови разлози за Марково убиство били су из политичких и ривалских побуда. Ове тврдње Гојка Половине добиле су на публицитету нарочито након његовог интервјуа у листу „Студент”. Поред ове, јављале су се и друге сензационалистичке теорије о Марковој погибији. Све оне су настале крајем 1980-их година, у време све отворенијег сукоба између руководстава Савеза комуниста Хрватске и Савеза комуниста Србије, услед све растуће политичке кризе у Југославији, и имале су за циљ да Марково убиство повежу са његовим наводним противљењем званичној политици КП Хрватске, односно да његову смрт доведу у везу са наводним обрачуном руководства КП Хрватске са појединим српским устаничким вођама, укључујући ту и Орешковића.

## Народни херој
У Билтену Врховног штаба НОП и ДВЈ број 12—13, за децембар 1941. и јануар 1942, у рубрици „Погинули смрћу народног хероја”, јављено је о смрти Марка Орешковића и Јосипа Краша следећим речима: У Хрватској су, између осталих, погинули другови: Краш Јосип и Марко Орешковић, чланови ЦК КПХ и вође партизанског покрета у Хрватској. Смрћу друга Краша и Марка Орешковића радничка класа и читав хрватски народ губи своје ненадокнадиве борце.
Указом Председништва Антифашистичког већа народног ослобођења Југославије (АВНОЈ), 26. јула 1945, а на предлог Врховног команданта НОВ и ПОЈ маршала Југославије Јосипа Броза Тита, за „осведочена херојска дела на бојном пољу и нарочите заслуге за народ” Марко Орешковић је проглашен за народног хероја Југославије. Истог дана, када и Марко, за народне хероје проглашена је група истакнутих револуционара и бораца из Хрватске — Божидар Аџија, Јосип Краш, Иван Маринковић, Огњен Прица и Стјепан Секулић.
Још у току Народноослободилачког рата, 29. новембра 1941, од бораца из Првог личког партизанског одреда формиран је први партизански батаљон у Хрватској, који је понео име Марка Орешковића. Први командант батаљона био је Ђоко Јованић, а политички комесар Милан Шијан, касније генерали ЈНА и народни хероји. Борци овог батаљона присвојили су и Марков надимак Крнтија, па су у партизанској војсци постали популарни као „крнтијаши”. Овај батаљон био је основа за формирање Прве личке пролетерске ударне бригаде, јула 1942. године. Прва личка бригада је од 17. маја 1943. такође носила назив „Марко Орешковић”, а налазила се у саставу легендарне Шесте личке пролетерске дивизије „Никола Тесла”.
После завршетка рата, Орешковић је постао један од најистакнутијих народних хероја у Социјалистичкој Федеративној Републици Југославији (СФРЈ). Био је и један од симбола братства и јединства српског и хрватског народа у Социјалистичкој Републици Хрватској. Његово име носиле су многе улице и тргови, школе, касарне, културно-уметничка друштва, пионирски одреди, омладинске радне бригаде и сл. Село Томиславци код Бачке Тополе, које је насељено колонистима из Лике, понело је 1955. назив Орешковић, али му је 2003. враћен ранији назив из 1929. године.
У знак сећања на Марка Орешковића подигнута су бројни споменици и спомен-обележја — углавном бисте и спомен-плоче. Најпознатији Маркови споменици налазили су се у центру Титове Коренице и Личког Осика. Споменик на спомен-костурници у Титовој Кореници, у којој су сахрањени народни хероји Марко Орешковић, Станиша Опсеница, Владо Ћетковић, као и Петар Кончар — први председник Котарског Народноослободилачког одбора за Кореницу, био је рад вајара Вање Радауша. Постављен је 1952. и био је један од симбола Коренице, све до почетка Рата у Хрватској. На почетку рата, споменик је уништен од стране припадника Војске Републике Српске Крајине. Споменик на главном тргу у Личком Осику био је рад вајара Томислава Остоје постављен 1965, а уништен 1990-их. Поред ових, неки од споменика Марку Орешковићу данас се налазе у Апатину, на Новом Београду, у Колуту, код Сомбора и др.
Преко 50 улица на територији Републике Србије носи назив по Марку Орешковићу, а нека од већих места са његовом улицом су Апатин, Бачка Паланка, Београд, Бор, Врање, Зрењанин, Неготин, Нови Сад, Палић, Параћин, Смедерево и Шид. Такође, улице са именом Марка Орешковића постоје и у бившим република СФРЈ — у Хрватској у Задру и још неким мањим местима, а у Босни и Херцеговини у Дрвару. Основне школе са Марковим именом постоје у Бачком Грачацу (од 1956) и на Новом Београду (од 1959). Такође, његово ме носи и културно-уметничко друштво из Бачког Грачаца, које се бави неговањем старих обичаја, игара и песама из Лике.

## Марко о себи и други о Марку
Марко Орешковић имао је веома буран живот, препун интересантних догађаја, па је у јесен 1939, на наговор партијских другова, започео писање своје аутобиографије. Један од разлога писања аутобиографије била је и намера руководства ЦК КП Хрватске и ЦК КП Југославије да буде кандидат у Лици на изборима које је Владко Мачек најављивао да ће се почетком 1940. одржати у Бановини Хрватској. Да би се што боље представио бирачима, одлучио се на писање аутобиографије.
Аутобиографија је писана новембра 1939, а како је била намењена штампању за јавност — многи делови живота, посебно они посвећени партијском раду и особама из партије са којима се сусретао и деловао, су изостављени. Првобитна замисао била је да његову аутобиографију напише Шиме Бален, али је Марко одлучио да је напише сам, уз помоћ своје девојке Миле Херцог и њене сестре Лидије. Пошто су недуго након завршетка писања аутобиографије (децембра 1939) Марко и Мила ухапшени и интернирани у Лепоглаву, од штампања и публиковања аутобиографије се одустало.
Након завршетка рата, Јуре Каштелан одлучио се за штампање тада већ заборављене Маркове аутобиографије. Оригиналне примерке текста аутобиографије на 105 куцаних страница пронашао је код породице Миле Херцог, а један примерак налазио се и код Маркове учитељице Јелке Бањанин којој је Марко слао написане делове биографије на коректуру. Аутобиографија је штампана 1950. у Загребу, 11 година након њеног настанка. О Марку су потом написани разни чланци у зборницима учесника НОР-а, као и неколико књига, а 1976. истраживачи и историчари др Иван Очак и Јово Поповић поново су издали Маркову аутобиографију — допуњену подацима и чињеницама о његовом животу од рођења 1896. до новембра 1939. када се завршава оригинална аутобиографија.
Милован Ђилас, један од најистакнутијих југословенских револуционара и члан најужег руководства КПЈ, од 1938. до 1954, а касније један од најистакнутијих дисидената комунистичког режима, у својим мемоарима Сећање једног револуционара (енгл. Memoirs of an Revoltionery) објављеним у иностранству 1973, поред осталих истакнутих личности КПЈ са којима је радио и са којима се сусретао, описује и Марка Орешковића:
Орешковић је и иначе био веома оригинална личност. Радник који је мењао свакаква занимања и био већ близу четрдесете године, више плав него смеђ, био је челичног здравља и састава. Надимак му је био Крнтија, а настао је на тај начин што је он, причајући о свом ауту, увек говорио: ’Она моја крнтија…’ Висок, кошчат, веома снажан, он је по свему био мешавина личког сељака и пролетера одраслог у глади, борби и мучном пробијању кроз живот. У изливима својих осећања, мисли и жеља, био је непосредан до крајње грубости. Био је човек који своје особине није скривао, и врло привлачан за жене. А и он је жене волео… Марко је испод своје грубе непосредности, имао осетљивост за сва унутарња збивања. Онај груби Марко, Крнтија, Ликота, који је стезао и дрмусао људе да би се покренули у акцију, претећи им да ће их побити ко вашке, на тај начин је само изражавао везаност и љубав за њих. Њему је више импонирало да истиче своју револуционарну грубост него што је у ствари био груб… Није могао да подноси да сједи беспослен…
Такође, Ђилас Марка Орешковића описује као једног од првих истакнутих југословенских комуниста који није слепо веровао у исправност Стаљина и његових чистки. Сматрао је да мање-више ништа није истинито из тих стаљинистичких процеса, али није много жалио партијске функционере, сматрајући их одговорним за тадашњи лош положај партије због фракционашких борби и личних сукоба.